# 拉加尔德-马克拉图尔
拉加尔德-马克拉图尔（法語：Lagarde-Marc-la-Tour，法語發音：[laɡaʁd maʁk la tuʁ]）是法国科雷兹省的一个市镇，属于蒂勒区。该市镇于2019年由原市镇拉加尔德昂瓦勒和马克拉图尔合并而成，行政中心位于拉加尔德昂瓦勒。

## 地理
拉加尔德-马克拉图尔（45°11'16"N, 1°48'30"E）面积28.14 平方千米，位于法国新阿基坦大区科雷兹省，该省份为法国中南部省份，北起上维埃纳省和克勒兹省，西接多爾多涅省，南至洛特省，东临多姆山省和康塔爾省。
与拉加尔德-马克拉图尔接壤的市镇（或旧市镇、城区）包括：圣福蒂纳德、龙代勒河畔拉迪尼亚克、庞德里涅、圣保罗、圣西尔万、福尔热、阿尔比萨克。
拉加尔德-马克拉图尔的时区为UTC+01:00、UTC+02:00（夏令时）。

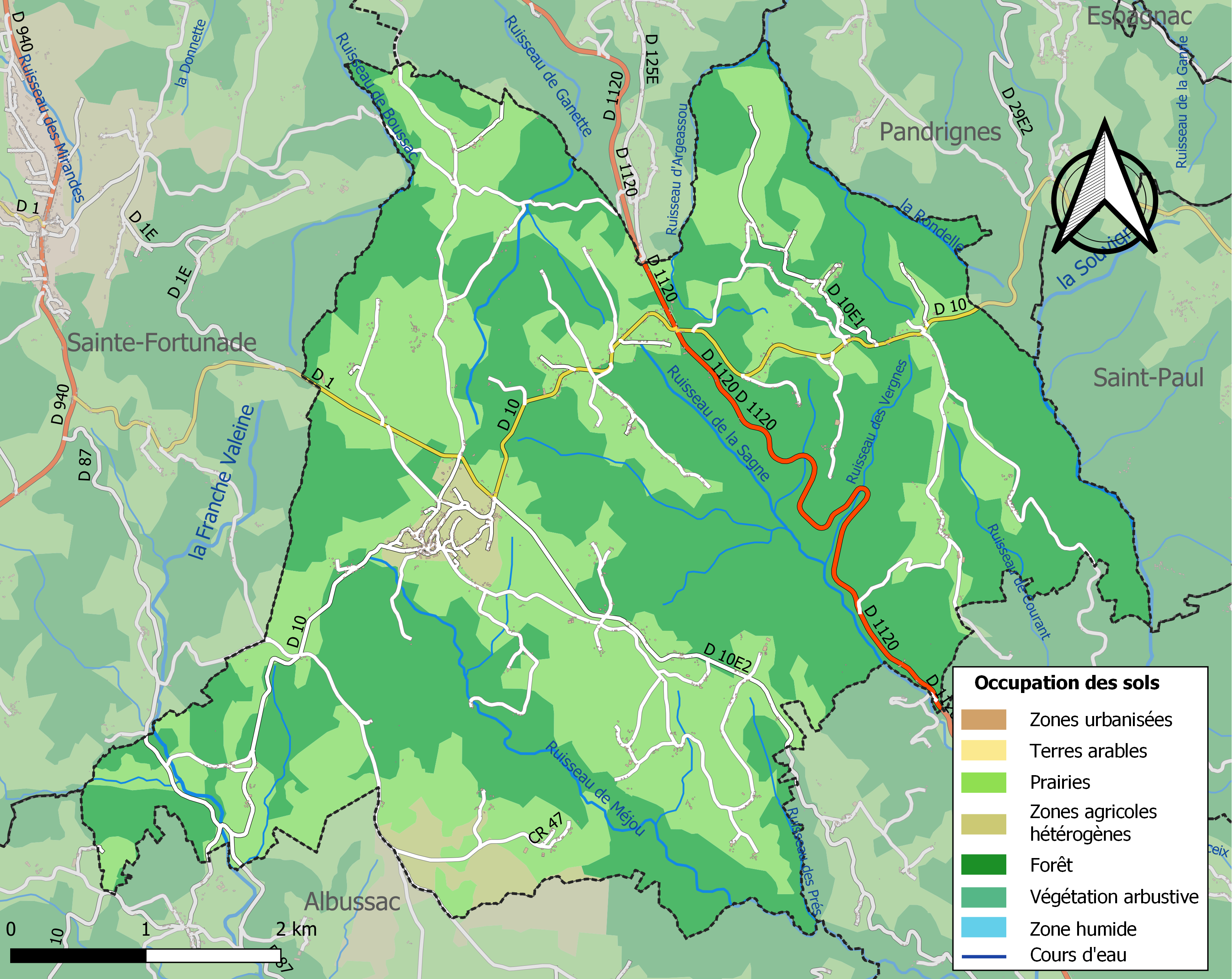
拉加尔德-马克拉图尔的OSM定位图

## 行政
拉加尔德-马克拉图尔的邮政编码为19150，INSEE市镇编码为19098。

## 政治
拉加尔德-马克拉图尔所属的省级选区为圣福蒂纳德县。

## 人口
拉加尔德-马克拉图尔于2022年1月1日时的人口数量为935人。